# Agnezia arnaudi
Agnezia arnaudi är en sjöpungsart som först beskrevs av Monniot 1974.  Agnezia arnaudi ingår i släktet Agnezia och familjen Agneziidae.
Artens utbredningsområde är Södra Ishavet. Inga underarter finns listade i Catalogue of Life.